# Torralba (Hiszpania)
Torralba – gmina w Hiszpanii, w prowincji Cuenca, w Kastylii-La Mancha, o powierzchni 55,49 km². W 2011 roku gmina liczyła 164 mieszkańców.